# Линьси (Синтай)
Линьси́ (кит. упр. 临西, пиньинь Línxī, буквально: «запад уезда Линьцин») — уезд городского округа Синтай провинции Хэбэй (КНР).

## История
В 1965 году была изменена граница между провинциями Хэбэй и Шаньдун — теперь она стала пролегать по реке Вэйюньхэ. Часть уезда Линьцин провинции Шаньдун, лежавшая западнее этой реки, была выделена в отдельный уезд Линьси и передана под юрисдикцию Специального района Синтай (邢台专区) провинции Хэбэй. В 1969 году Специальный район Синтай был переименован в Округ Синтай (邢台地区).
В 1993 году решением Госсовета КНР были расформированы округ Синтай и город Синтай, и образован Городской округ Синтай.

## Административное деление
Уезд Линьси делится на 6 посёлков и 3 волости.